# Arthur Tedder
Arthur William Tedder, 1.er Barón Tedder, (11 de julio de 1890 - 3 de junio de 1967) fue un oficial comandante escocés de la Real Fuerza Aérea Británica (RAF) que alcanzó el rango de mariscal del aire. Fue piloto y comandante de escuadrón del Real Cuerpo Aéreo durante la Primera Guerra Mundial y ascendió a oficial superior de la Real Fuerza Aérea durante el período de entreguerras, durante el cual sirvió en Turquía, Gran Bretaña y Extremo Oriente. 
Durante la Segunda Guerra Mundial, como Oficial comandante del Aire en el Comando de Oriente Medio de la RAF, Tedder dirigió las operaciones aéreas británicas en el mar Mediterráneo y el norte de África, incluyendo la evacuación de Creta y la Operación Crusader en Libia en 1941. Sus tácticas de bombardeo se conocieron como la «Alfombra Tedder». Más tarde en el conflicto, tomó el mando del Comando Aéreo Mediterráneo y estuvo estrechamente vinculado en las planificaciones de las invasiones aliadas de Sicilia e Italia. Cuando iba a comenzar la preparación de la operación Overlord —la invasión de Francia—, Tedder fue nombrado adjunto de Dwight D. Eisenhower, comandante supremo del Cuartel General Supremo de la Fuerza Expedicionaria Aliada.
Acabada la guerra, ocupó el puesto de Jefe del Estado Mayor del Aire, desde el cual defendió el aumento de los reclutamientos ante la masiva marcha del ejército de numerosos uniformados, consiguió duplicar el tamaño del Mando de Caza de la RAF e implementó modificaciones en el puente aéreo a Berlín en 1948. También formó parte de las juntas directivas de varias empresas y academias aéreas.